# Karl Emsbach
Karl Emsbach (* 8. Oktober 1946 in Tauberbischofsheim) ist ein deutscher Archivar und promovierter Historiker. Vom 1. Mai 1982 bis zum 31. Oktober 2011 war er Kreisarchivar im Rhein-Kreis Neuss.

## Werdegang
Emsbach wuchs in Koblenz auf und studierte an der Rheinischen Friedrich-Wilhelms-Universität Bonn Geschichte, Latein, Philosophie und Geografie. Er promovierte dort 1980 bei Gerhard Adelmann. An der Archivschule Marburg schloss er seine Ausbildung zum höheren Archivdienst ab.
Emsbach trat seinen Dienst im Kreisarchiv 1982 noch in den Räumen des Ständehauses in Grevenbroich an. 1989 zog das Kreisarchiv nach Zons und bildete fortan mit dem Mundartarchiv Ludwig Soumagne und dem Kreismuseum das Kulturzentrum des Rhein-Kreises Neuss. 2007 wurde das Kreisarchiv unter Emsbach mit dem Stadtarchiv Dormagen zum Archiv im Rhein-Kreis Neuss vereinigt.
Emsbach legte viele Veröffentlichungen vor und organisierte zahlreiche Ausstellungen zur Dormagener Stadtgeschichte. In seiner Zeit als Kreisarchivar war er für die Schriftleitung von 30 Publikationen und für 50 Aufsätze verantwortlich.
Er trat 2011 als Kreisarchivar in den Ruhestand. Bei seiner Verabschiedung am 21. Oktober 2011 in der Nordhalle des Kulturzentrums des Rhein-Kreises Neuss würdigte der Landrat Hans-Jürgen Petrauschke Emsbach mit den Worten: „Für den Rhein-Kreis Neuss und sein Archiv war und ist Dr. Karl Emsbach ein Glücksfall“. Wilfried Reininghaus hob in seiner Laudatio den tiefsinnigen Humor des Geehrten hervor. Sein Nachfolger wurde am 1. Januar 2012 Stephen Schröder, zuvor Archivar im thüringischen Hauptstaatsarchiv Weimar.
Im Ruhestand beabsichtigt Emsbach die „Rheinische Dorfchronik“ von Joan Peter Delhoven zu editieren.

## Festschrift
- Archiv und Erinnerung im Rhein-Kreis Neuss. Festschrift für Karl Emsbach. Hrsg. von Franz-Josef Radmacher und Stefan Kronsbein im Auftrag des Kreisheimatbundes Neuss e.V. Neuss: Kreisheimatbund Neuss 2011 (Veröffentlichungen des Kreisheimatbundes Neuss 18). ISBN 978-3-9810667-7-7

## Veröffentlichungen
- Zons. Köln: Rheinischer Verein für Denkmalpflege und Landschaftsschutz 2006.

- Impressionen aus dem Kreis Neuss. Neuss: Kreisheimatbund Neuss 1996.

- Kloster Langwaden. Grevenbroich: Bernardus-Verlag 1995.

- zusammen mit Max Tauch: Kirchen, Klöster und Kapellen im Kreis Neuss. Köln: Rheinland-Verlag 1986.

- Die soziale Betriebsverfassung der rheinischen Baumwollindustrie im 19. Jahrhundert. Bonn: Ludwig Röhrscheid Verlag 1982 (Rheinisches Archiv 115).[5]